# Atsumori
Atsumori  (敦盛) è un'opera nō di Zeami Motokiyo che narra di Taira no Atsumori, un giovanissimo samurai ucciso in battaglia durante la Guerra Genpei, e del suo uccisore, Kumagai Naozane. La morte di Atsumori è dipinta tragicamente nello Heike monogatari.
Atsumori, appena sedicenne al tempo della battaglia di Ichi-no-Tani (1184), fu ucciso da Kumagai Naozane, guerriero dei Minamoto. Atsumori è inoltre descritto, come molti personaggi del clan Taira, come un cortigiano e poeta, quindi non preparato per la battaglia. Si dice che portò con sè un flauto in battaglia, simbolo della sua natura pacifica e cortese come della sua giovinezza e ingenuità.

## Trama
L’opera è ambientata alcuni anni dopo la guerra Genpei. È un esempio di genere nō del sogno (mugen), anche se ne differisce in quanto il fantasma è qui relazionato alla persona che lo vede. Lo spirito di Atsumori è il ruolo shite, e Kumagai, divenuto monaco e cambiato il suo nome in Renshō (o Rensei), è nel ruolo waki.
L’opera comincia con Renshō che arriva a Ichi-no-Tani, conosciuta anche come Suma, una località che compare spesso in un gran numero di testi classici giapponesi ed è strettamente legata al nō; si fanno riferimenti nell’opera ad altri eventi che si sono svolti lì, in particolare quelli del Genji monogatari e dell'Ise monogatari. Il monaco cerca perdono da Atsumori, per calmare il suo spirito. Incontra un giovane che suona il flauto e i suoi compagni; parla con loro brevemente di musica e di Atsumori, finché il giovane rivela di essere connesso al defunto; così finisce il primo atto.
Tra i due atti che compongono l’opera vi è un interludio kyōgen, comunissimo nel nō, in cui si racconta la storia di Atsumori, Kumagai e della battaglia di Ichi-no-tani.
Comincia quindi il secondo atto, che vede Renshō recitare preghiere per Atsumori, che fa la sua apparizione. L’attore che aveva interpretato il giovane nel primo atto cambia costume e interpreta Atsumori; quest’azione scenica è molto comune nel nō, e implica che il giovane era lo spirito del defunto sotto mentite spoglie. Atsumori (insieme al coro) racconta la tragica storia dalla sua prospettiva, trasponendola in forma di danza. L’opera finisce con Renshō che rifiuta di ricostruire insieme al fantasma il momento in cui ha ucciso Atsumori; il fantasma dichiara quindi che Renshō non è suo nemico, e gli chiede di pregare per la sua liberazione (legato al mondo terreno per la sua prematura morte, Atsumori è stato incapace di andare nell'aldilà).

## Versi famosi
人間五十年、化天のうちを比ぶれば、夢幻の如くなり 

La vita umana dura solo 50 anni, comparala con la vita del Geten, è veramente un sogno e un’illusione 

一度生を享け、滅せぬもののあるべきか 

Di tutti gli esseri viventi, non ve n’è nessuno che non muoia

これを菩提の種と思ひ定めざらんは、口惜しかりき次第ぞ 

Questo è il deplorevole della specie della Bodhi.

Sono versi molto famosi, spesso cantati da Oda Nobunaga. Il Geten è il mondo dell’avidità e del desiderio nel buddismo. Secondo le scritture, un giorno nel Geten vale anni nel nostro mondo e un abitante del Geten vive per 8000 anni.